# Кръстопът (филм)
 Тази статия е за филма от 2002.  За филма от 1986 вижте Кръстопът (филм, 1986).  
„Кръстопът“ (на английски: Crossroads) е тийнейджърски филм от 2002 г., развит в Джорджия. Режисиран от Тамра Дейвис, по сценарий на Шонда Раймс, във филма участват Бритни Спиърс, Ансън Маунт, Зоуи Салдана, Тарин Манинг, Ким Катрал и Дан Акройд. Филмът е продуциран от MTV Films и е пуснат на 15 февруари 2002 г. от Paramount Pictures.

## Актьорски състав
| Актьор            | Роля                   |
| ----------------- | ---------------------- |
| Бритни Спиърс     | Луси Уогнър            |
| Джейми Лин Спиърс | Луси Уогнър като малка |
| Ансън Маунт       | Бен                    |
| Зоуи Салдана      | Кит                    |
| Тарин Манинг      | Мими                   |
| Ким Катрал        | Каролин                |
| Дан Акройд        | Пийт Уогнър            |
| Джъстин Лонг      | Хенри                  |
| Бевърли Джонсън   | Майка на Кит           |